# Chiropraxie in België
De chiropraxie in België omvat de organisatie en ontwikkeling van chiropraxie in België.
De eerste chiropractor in België, Jules Gillet, vestigde zich in 1923. Daarna volgden zijn twee zonen, Marcel en Henri. Vanaf 1925 vestigden zich in België steeds meer chiropractors die allen een volledige opleiding aan universiteiten in de Verenigde Staten volgden. Henri Gillet werd de eerste voorzitter van de in 1946 opgerichte Belgische Vereniging van Chiropractors.
De toelatingseisen: diploma chiropractor.
Doordat chiropractors hun opleiding in het buitenland volgden, is hun beroep onafhankelijk en specifiek gebleven.
In april 1999 wordt een wetsvoorstel van de Minister van Volksgezondheid, Marcel Colla goedgekeurd. Deze wet groepeerde de beroepen die hij wilde erkennen: homeopathie, acupunctuur, chiropraxie en osteopathie. Deze kaderwet beschrijft de stappen die genomen moeten worden om deze niet-conventionele geneeswijzen te reguleren. Enkele medici hebben in de aanloop naar deze wet in 1998 fel gereageerd. Het COST B4-rapport heeft het aannemen van de wet niet tegengehouden.
Vanaf 1999 is Magda Aelvoet Minister van Volksgezondheid. Zij beliste in 2000 om enkele van de beroepsorganisaties uit de wet van Colla te erkennen om de autoriteiten een basis te geven voor onderhandelingen.
Vanaf 2002 is Jef Tavernier Minister van Volksgezondheid. Hij erkent op 10 februari 2003 deze beroepsverenigingen bij Koninklijk Besluit. Dit wordt op 11 mei 2003 bekrachtigd in wetgeving.
De beroepsverenigingen zorgen dat hun statuten voldoen aan de regels die de Belgische wet stelt.
Op 3 oktober 2007 is het Syndicat Belge de la Chiropractie (nl:Belgisch Syndicaat van Chiropraxie), beroepsvereniging gevestigd te Brussel. Als beroepsvereniging bekrachtigd door de Raad van State.

## Mutualiteiten
Naar aanleiding van de publicatie van deze wet van M. Colla, in het Belgisch Staatsblad, namen verschillende mutualiteiten het initiatief om een "symbolische" terugbetaling ter beschikking te stellen van gemiddeld vijf behandelingen jaarlijks per patiënt en gemiddeld 25% van de prijs van een gewone consultatie. Het Rijksinstituut voor Ziekte- en Invaliditeitsverzekering (RIZIV) komt hier niet tussen.
In het Belgisch Syndicaat van Chiropraxie zijn in oktober 2007 chiropractors aangesloten die voldoen aan de eisen die deze beroepsvereniging stelt.